# Liste der Baudenkmäler im Wuppertaler Wohnquartier Dönberg
Die Liste der Baudenkmäler im Wuppertaler Wohnquartier Dönberg enthält die denkmalgeschützten Bauwerke auf dem Gebiet von Wuppertal-Dönberg in Nordrhein-Westfalen (Stand: November 2011). Diese Baudenkmäler sind in der Denkmalliste der Stadt Wuppertal eingetragen; Grundlage für die Aufnahme ist das Denkmalschutzgesetz Nordrhein-Westfalen (DSchG NRW).

## Auszug aus der Denkmalliste

### Eingetragene Baudenkmäler
| Bild           | Bezeichnung             | Lage                                                 | Beschreibung | Bauzeit                    | Eingetragen seit   | Denkmal- nummer |
| -------------- | ----------------------- | ---------------------------------------------------- | --- | -------------------------- | ------------------ | --------------- |
| weitere Bilder | Kirche                  | Dönberg An der Kirche 1 (Ehem. Höhenstraße 19) Karte | Evangelische Kirche Dönberg | 1846                       | 14. September 1984 | 140 Wikidata    |
| weitere Bilder | Pastorat                | Dönberg Höhenstraße 60 Karte                         | | 1874–1875                  | 2. Mai 1989        | 1596            |
| weitere Bilder | Wohn- und Geschäftshaus | Dönberg Horather Straße 2 Karte                      | | vor 1814                   | 22. Dezember 1989  | 1675            |
| weitere Bilder | Schulgebäude            | Dönberg Horather Straße 197 Karte                    | Alte Dönberger Landschule (ehemals) Den Grundstock bildet der vom Landwirt Heinrich Winterberg 1755 gestiftete kleine Kotten, später als Lehrerwohnung genutzt; durch Spenden 1779 ein Unterrichtsraum an der Nordseite angebaut und fertig gestellt; Gebäude, jetzt als Wohnhaus genutzt, besteht aus verputztem Bruchsteinmauerwerk bis zum Satteldach, das über dem breiteren nördlichen Anbau der Westfassade abgeschleppt ist; mit Schieferverkleidungen in den Giebeldreiecken. Beispiel für die kulturellen Beziehungen im Bergischen Raum, unverzichtbarer Bestandteil der historischen Bebauung Dönbergs und wesentliches Zeugnis für die Siedlungsgeschichte des Ortes. | 1755                       | 30. November 1987  | 1208            |
| weitere Bilder | Wohnhaus                | Dönberg Horather Straße 250 Karte                    | | 17. Jahrhundert            | 8. November 1988   | 1503            |
| weitere Bilder | Wohnstallhaus           | Dönberg Ibacher Mühle 56 Karte                       | | Mitte des 19. Jahrhunderts | 1. Juli 1988       | 1416            |
| weitere Bilder | Wohnhaus                | Dönberg Prinzberger Weg 28 Karte                     | zweigeschossiges Wohnhaus mit ausgebautem Satteldach, Gebäude weist auf zwei Seiten eine Fassadenverkleidung auf, die zwei anderen Seiten zeigen jedoch das Fachwerk, laut einer Inschrift im Jahre 1820 errichtet | 1820                       | 15. Februar 1993   | 2760            |
| weitere Bilder | Wohnhaus                | Dönberg Wollbruchsmühle 1 Karte                      | zweigeschossiges Fachwerkhaus, erbaut um die Mitte des 19. Jh., mit östlich vorgelagertem, eingeschossigem Stallgebäude aus Bruchstein. Das Gebäude hat ein Satteldach mit verbretterten Giebeldreiecken, die Süd- und Westfassade sind verschiefert. | Mitte des 19. Jahrhunderts | 28. September 1990 | 1824            |